# メコン航空

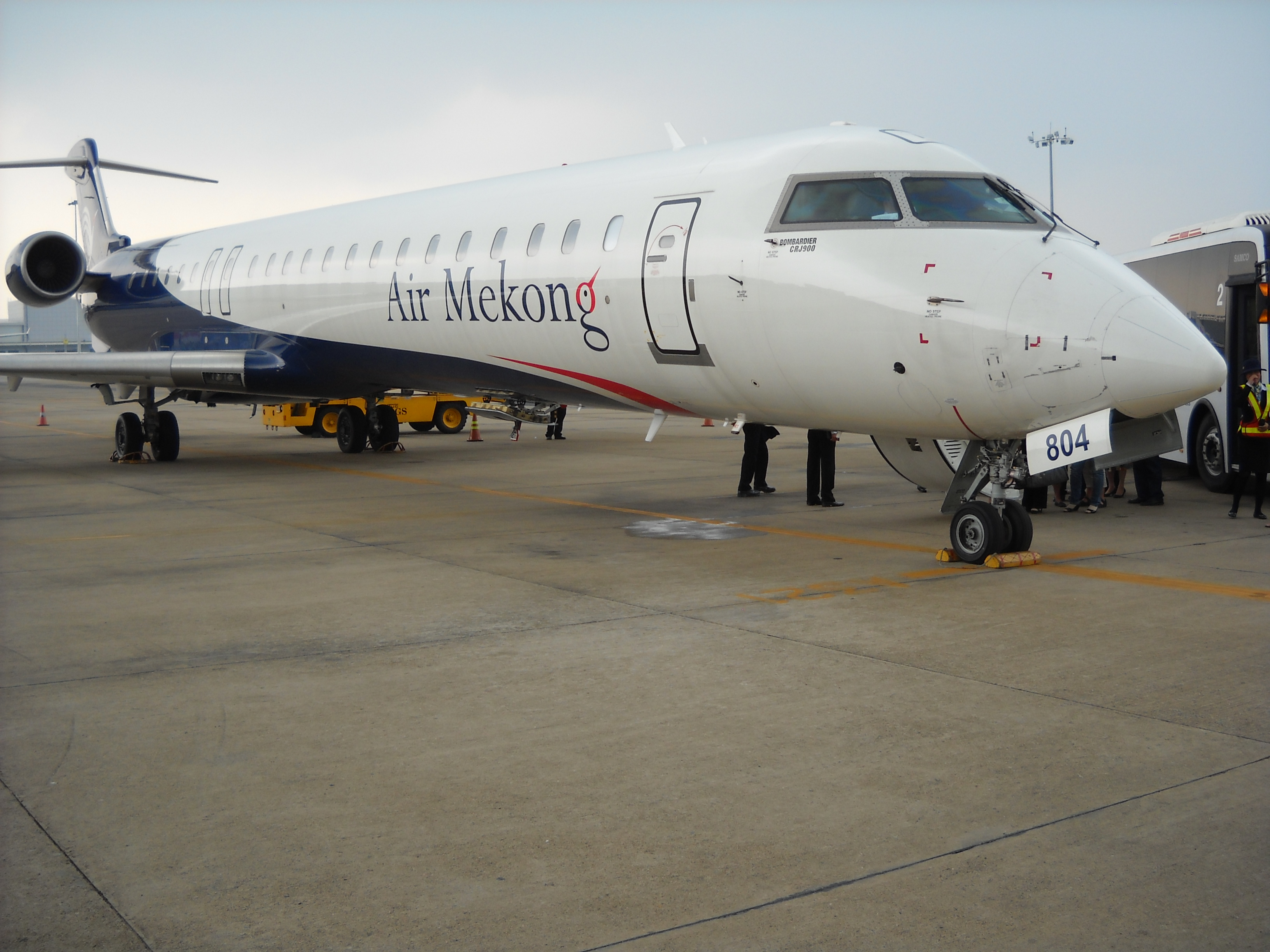
メコン航空。ボンバルディアCRJ705/900 。

メコン航空（メコンこうくう、Air Mekong）は、ベトナムの航空会社。

## 概要
2009年7月28日に就航した。一部の便はベトナム航空と共同運航をしている。

## 就航地
- フーコック空港
- フーカット空港
- バンメトート
- プレイク
- ノイバイ国際空港
- ヴィン空港（予定）
- ホーチミン

## 機材
- ボンバルディアCRJ705/900  4機